# Эйнзидель, Детлев фон
Детлев, граф фон Эйнзидель (12 октября 1773, Волькенбург/Мульде, курфюршество Саксония — 20 марта 1861, Дрезден) — саксонский политический деятель.

## Биография
В мае 1813 г. назначен министром внутренних, а затем и иностранных дел. После битвы под Лейпцигом он отправился вслед за взятым в плен королем Фридрихом-Августом в Берлин и вел переговоры о его освобождении; с этой же целью явился на Венский конгресс (1815).
После возвращения в Саксонию он управлял ей, стараясь поднять благосостояние, подорванное войной, посредством поощрения промышленности, а также народного образования. Вместе с тем, он решительно противился каким бы то ни было реформам политического характера. После вступления на престол короля Антона в 1827 г., влияние Эйнзиделя еще усилилось; зато в глазах народа он окончательно стал воплощением реакции, тем более ненавистным, что в дополнение к политическим ошибкам его обвиняли, и не без основания, не только в непотизме, но даже в личной недобросовестности. Волнения в Дрездене в сентябре 1830 г. вызвали его падение.